# 寅次郎的故事26 寅次郎海鸥之歌
《寅次郎的故事26 寅次郎海鸥之歌》（日語：男はつらいよ 寅次郎かもめ歌）是一部1980年上映的日本喜剧电影，亦是《寅次郎的故事系列》的第二十六部剧场版作品。由山田洋次导演，渥美清、倍赏千惠子、前田吟、下条正巳、三崎千惠子及伊藤兰等等主演。于1980年12月27日上映。

## 劇情簡介
寅次郎回到柴又，得知妹夫博及妹妹櫻將會搬到新的公寓。在慶祝之餘，又因新居入伙禮物的金額起了爭執，寅次郎立即帶著行李離去。寅次郎聽到同樣擺地攤的同行已經過世，就前往北海道北部的奧尻島，尋到同行的女兒堇。感到堇缺乏照顧，寅次郎遂帶堇到東京，讓堇受到較好的教育。這時，剛巧發生了少女被綁架事件，而綁匪的面相特徵跟寅次郎十分吻合，引起一場誤會。有一天，堇的前男友貞夫來電，並前來與堇重聚。寅次郎眼見堇已找到幸福，又再次踏上出行之旅。

## 主要演员
- 车寅次郎：渥美清
- 菫：伊藤兰（Candies前成员）
- 诹访樱：倍赏千惠子
- 诹访博：前田吟
- 诹访满男：中村隼人
- 车龙造：下条正巳
- 车つね：三崎千惠子
- 桂梅太郎：太宰久雄
- 源公：佐藤蛾次郎
- 御前样：笠智众
- 菊地贞夫：村田雄浩
- 青山警官：米倉斉加年
- 林先生：松村达雄
- 菫母：园佳也子
- 摊位的忠先生：关敬六
- 鱿鱼干工厂的姑妈：竹城明
- 人口调查的姑妈：杉山德子
- 邻近的家主：林家珍平
- 中年学生：梅津荣
- 年轻的老师：伊藤敏孝
- 学生：光石研
- 学生：高野浩幸
- 代官：吉田义夫

### 英文
- . 英国电影协会.   [2014-02-18]. （原始内容存档于2012-10-17） （英语）.
- . Complete Index to World Film.   [2014-02-18]. （原始内容存档于2014-02-22） （英语）.
- Galbraith IV, Stuart. . DVD Talk. 2006-08-18  [2014-02-18]. （原始内容存档于2014-02-24） （英语）.

### 德文
- . www.molodezhnaja.ch.   [2014-02-18]. （原始内容存档于2013-05-20） （德语）.

### 日文
- . www.allcinema.net.   [2014-02-18]. （原始内容存档于2013-12-07） （日语）.
- . 日本电影院数据库（日本文化厅）.   [2014-02-18]. （原始内容存档于2014-02-22） （日语）. 外部链接存在于|publisher= (帮助)
- . 日本电影数据库.   [2014-02-18]. （原始内容存档于2013-11-05） （日语）.
- . 电影旬报.   [2014-02-18]. （原始内容存档于2012-03-22） （日语）.

### 中文
- . 豆瓣电影.   [2014-02-18]. （原始内容存档于2014-02-22）.